# 雞龍山國立公園
雞龍山國立公園（：／ Gyeryongsan Gungnip Gongwon */?）是位於韓國忠清南道公州市、鷄龍市、論山市以及大田廣域市儒城區交界處的山岳型國立公園。1968年12月31日與慶州國立公園、閑麗海上國立公園被同時指定，總面積65平方公里。是鸡龙山的一部分。

## 沿革
- 1968年12月31日：國立公園指定（建設部公告第164號））。
- 1973年1月1日：忠淸南道管理事務所開所。
- 1987年8月5日：國立公園管理公團鷄龍山管理事務所開所。
- 1991年4月23日：國立公園業務移管（建設部→內務部）。
- 1992年12月22日：管理事務所廳舍新築。
- 1998年2月28日：國立公園業務移管（內務部→環境部）。

## 關聯區域
- 忠淸南道
  - 公州市鷄龍面、反浦面
  - 雞龍市豆磨面
  - 論山市上月面
- 大田廣域市
  - 儒城區